# Janalychas tricarinatus
Espèce
Synonymes
- Isometrus tricarinatus Simon, 1884
- Lychas tricarinatus (Simon, 1884)

Janalychas tricarinatus est une espèce de scorpions de la famille des Buthidae.

## Distribution
Cette espèce est endémique d'Inde. Elle se rencontre dans le Territoire de Pondichéry, au Tamil Nadu, au Kerala, au Karnataka, en Andhra Pradesh et au Madhya Pradesh.

## Description
Le tronc de la femelle holotype mesure 16 mm et la queue 22 mm.
Janalychas tricarinatus mesure de 44 à 54,7 mm.

## Systématique et taxinomie
Cette espèce a été décrite sous le protonyme Isometrus tricarinatus par Simon en 1884. Elle est placée dans le genre Lychas par Pocock en 1900 puis dans le genre Janalychas par Kovařík en 2019.

## Publication originale
- Simon, 1884 : « Arachnides recueillis en Birmanie par M. le chevalier J. B. Comotto et appartenant au Musée civique d'histoire naturelle de Gènes. » Annali del Museo civico di storia naturale Giacomo Doria, vol. 20, p. 325-372 (texte intégral).